# シルトホルン
シルトホルン (ドイツ語: Schilthorn) は、スイス、ベルン州のベルナーオーバーラント地方にある山で、標高は2,970m。山頂からユングフラウ三山（アイガー、メンヒ、ユングフラウ）をはじめ、200を越える峰々の大パノラマが広がる。さらに、遠くドイツの黒い森（シュヴァルツヴァルト）やフランスのヴォージュ山脈まで見渡すことができる。
山頂には回転レストラン「ピッツグロリア」がある。このレストランは、アクション映画007シリーズの第6作、「女王陛下の007」のロケ地となった。建物自体が太陽光発電の力でゆっくり回転するので、席に座ったまま360°の景観を楽しむことができる。ロープウェイが山頂まで開通したのは1967年。
山頂は毎年1月に開催される世界最大級のアマチュア・スキーレース、「国際インフェルノレース」のスタート地点になっている。
ピッツグロリアと隣接する展望台がある場所から北東にのびる尾根に、2013年夏からピッツ・グロリア・ビューと呼ばれる新しい展望台が完成した。回転レストラン「ピッツ・グロリア」と一緒に、アイガー、メンヒ、ユングフラウの三山を一緒に撮影できるポイントとなっている。

## アクセス
インターラーケン・オスト駅から登山鉄道でラウターブルンネンへ。ラウターブルンネンからポストバスでシュテッヘルベルク・シルトホルンケーブル乗場の停留所で下車。さらにロープウェイでギンメルヴァルト、ミューレン、ビルクで乗換えてシルトホルンへ上がることができる。ラウターブルンネンからロープウェイで中間駅のグリュチアルプへ上がり、さらに山岳鉄道でミューレン経由、シルトホルンへ上がるルートもある。
車はラウターブルンネン、またはシュテッヘルベルクまでアクセス可能。